# Onthophagus pseudofuscus
Onthophagus pseudofuscus é uma espécie de inseto do género Onthophagus, família Scarabaeidae, ordem Coleoptera.
Foi descrita cientificamente por Zunino & Halffter em 1988.